# Plaza de Cibeles
Plaza de Cibeles – neoklasyczny plac w Madrycie, na pograniczu trzech dystryktów Centro i Retiro oraz Salamanca, którego nazwa pochodzi od uchodzącej za wizytówkę miasta Fuente de Cibeles, czyli fontanny z posągiem frygijskiej bogini Kybele. Fontanna została zbudowana za czasów panowania króla Karola III i zaprojektowana przez hiszpańskiego architekta Venturę Rodrígueza. Budowana w latach 1777–1782. Na placu znajduje się również jeden z symboli współczesnego Madrytu Palacio de Comunicaciones, czyli gmach poczty głównej. Wybudowany w 1909 przez Antonio Palaciosa. Od 2007 budynek jest siedzibą władz miejskich i burmistrza Madrytu (Ayuntamiento de Madrid). Na Plaza de Cibeles swą siedzibę ma również Bank Hiszpanii, zaś naprzeciwko banku znajduje się barokowy pałac wybudowany w 1873 – Palacio de Linares, mieszczący instytucje związane z Ameryką Łacińską.